# Ewiger Walzer
Ewiger Walzer – Langtitel Ewiger Walzer – Frauen um Johann Strauß bzw. Ewiger Walzer – Die Strauß-Dynastie, Wiederaufführungstitel auch Der ewige Walzer – ist eine deutsche Filmbiografie von Paul Verhoeven aus dem Jahr 1954.

## Handlung
Bei einem Gastspiel in Sankt Petersburg liegen Johann Strauss die Frauen zu Füßen und überhäufen ihn mit Geschenken. Er jedoch hat nur Augen für die junge Olga, die wiederum von ihren Eltern mit Gregor Alexandrowitsch verlobt wurde. Vor allem der Vater ist gegen die Beziehung seiner Tochter zu Johann Strauss, ändert seine Meinung jedoch, als er ihn spielen hört. Kurzerhand wird Johann Strauss mit Olga verlobt, was wiederum Johanns Musikern nicht passt. Aus Angst, ihn in Sankt Petersburg zurücklassen zu müssen, entführen sie ihn in die österreichische Botschaft. Hier erkennt schließlich auch Olgas Vater, dass Johann Strauss und seine Musik nach Wien gehören.
In Wien sieht Johann Strauss in einem Café eine geheimnisvolle Dame, der er schnell eine Melodie komponiert, die sein Kammerdiener Leibrock ihr zusteckt. Wenig später wird Johann Strauss in die Villa des Barons Todesco zu einem Maskenball eingeladen. Hier trifft er die Unbekannte wieder. Es handelt sich um Sängerin Henriette Treffz, die mit Baron Todesco zusammenlebt. Sie trennt sich von Todesco und heiratet Johann Strauss. Sie ist es, die Strauss zum Komponieren von Operetten bringt, und ist an seiner Seite, als Kaiser Franz Josef den Komponisten zum Hofball-Musikdirektor ernennt. Der Kaiser ist erfreut, in Strauss einen Gegenpart zum französischen Jacques Offenbach zu haben. Als dieser nach Wien kommt, können erst beide Komponisten selbst die Tumulte in den Caféhäusern beruhigen, liefern sich die Anhänger beider Lager doch lautstarke Wortgefechte und die Stücke, die die Caféhauskapellen spielen sollen.
Für seine Operette Das Spitzentuch der Königin besetzt Strauss auf Anraten seiner Frau Maria Geistinger mit der Hauptrolle. Er verliebt sich in sie und ist bei ihr, während seine Frau zuhause infolge eines Herzinfarkts stirbt. Mit seinem Kammerdiener zieht sich Johann Strauss aus der Öffentlichkeit zurück. Bei einem Abend der Fürstin Metternich spielt er einige Zeit später das Lied Brüderlein fein, das von Alexander Girardi und der Schauspielerin und Sängerin Adele vorgetragen wird. Adele liebt Johann Strauss und wird seine Frau. Sie pflegt ihn, als er einige Jahre später schwer krank wird, und ist an seiner Seite, als er stirbt. Am Tag seines Todes dirigiert sein Bruder Eduard Strauß gerade ein Jubiläumskonzert. Als Kammerdiener Leibrock ihm vom Tod seines Bruders berichtet, unterbricht er das Programm und spielt den Donauwalzer. Die Gäste des Konzerts erheben sich langsam von ihrem Sitzen.

## Produktion
Ewiger Walzer beruht auf einer Vorlage von Hanns Marschall und Ruth Charlotte Silbermann. Der Film wurde in den Bavaria-Ateliers München-Geiselgasteig sowie in Wien gedreht. Zu sehen sind der Prater, die Hofburg, Schloss Schönbrunn und das Raimundtheater. Die Kostüme schuf Herbert Ploberger, die Filmbauten stammen von Franz Bi und Bruno Monden. Produzent C. W. Tetting übernahm zugleich die Produktionsleitung.
Ewiger Walzer erlebte am 17. Dezember 1954 in München seine Premiere. Er lief am 17. April 1960 erstmals in der ARD im bundesdeutschen Fernsehen und wurde am 15. November 1969 auch auf DFF 2 im Fernsehen der DDR ausgestrahlt. Im Februar 2013 erschien der Film auf DVD.

## Auszeichnungen
Die FBL verlieh dem Film das Prädikat wertvoll.

## Kritik
Der Film sei „Altwiener Pracht und Rührung, von Paul Verhoeven auf der farbigen Breitwand behaglich arrangiert“, befand Der Spiegel anlässlich der Filmpremiere 1954. Die Filmblätter bezeichneten Ewiger Walzer als einen „deutsche[n] Film, der sich in der Welt sehen lassen kann“, und hoben die „schwungvolle Choreographie von Sabine Ress“ besonders hervor.
Der film-dienst nannte Ewiger Walzer eine „festlich dekorative Produktion mit einschmeichelnden Melodien und Bernard Wicki als interessanter Fehlbesetzung in der Hauptrolle.“ Für Cinema war der Film eine „kitschige Bio“ und „opulenter Schmalz im Dreivierteltakt“.